# Sam Raybould
Samuel Francis « Sam » Raybould, né le 11 juin 1875 à Staveley (Angleterre), mort en 1949, était un footballeur anglais, qui évoluait au poste d'attaquant à Liverpool.

## Carrière
- 1899-1900 : New Brighton Tower
- 1900-1907 : Liverpool
- 1907-1908 : Sunderland
- 1908-1909 : Woolwich Arsenal

## Palmarès
Liverpool FC
- Champion du Championnat d'Angleterre de football (2) :
  - 1901 & 1906.
- Meilleur buteur du Championnat d'Angleterre de football (1) :
  - 1903: 31 buts.
- Champion du Championnat d'Angleterre de football D2 (1) :
  - 1905.